# Araguaína (tiểu vùng)
Araguaína là một tiểu vùng thuộc bang Tocantins, Brasil. Tiều vùng này có diện tích 26494 km², dân số năm 2007 là 228918 người.